# Saint-Pal-de-Chalencon
Saint-Pal-de-Chalencon ist eine französische Gemeinde mit 1.019 Einwohnern (Stand: 1. Januar 2022) im Département Haute-Loire in der Region Auvergne-Rhône-Alpes. Sie gehört zum Arrondissement Yssingeaux sowie zum Kanton Plateau du Haut-Velay granitique.

## Geographie
Saint-Pal-de-Chalencon liegt etwa 31 Kilometer nordnordöstlich von Le Puy-en-Velay an der Grenze der Naturlandschaften Emblavès (auch Emblavez geschrieben) und Forez. Die Nachbargemeinden von Saint-Pal-de-Chalencon sind Usson-en-Forez im Norden und Westen, Apinac im Nordosten, Merle-Leignec im Osten und Nordosten, Boisset im Süden, Saint-Julien-d’Ance im Südwesten.

## Bevölkerungsentwicklung
| Jahr                       | 1962 | 1968 | 1975 | 1982 | 1990 | 1999 | 2006 | 2017 |
| Einwohner                  | 1301 | 1206 | 1039 | 1043 | 1029 | 1046 | 1018 | 1016 |
| Quellen: Cassini und INSEE |      |      |      |      |      |      |      |      |

## Sehenswürdigkeiten
- Kirche Saint-Paul
- Schloss Saint-Pal-de-Chalencon
- frühere Ortsbefestigung

## Persönlichkeiten
- Maurice Monier (* 1952), Prälat und Kanoniker

## Weblinks

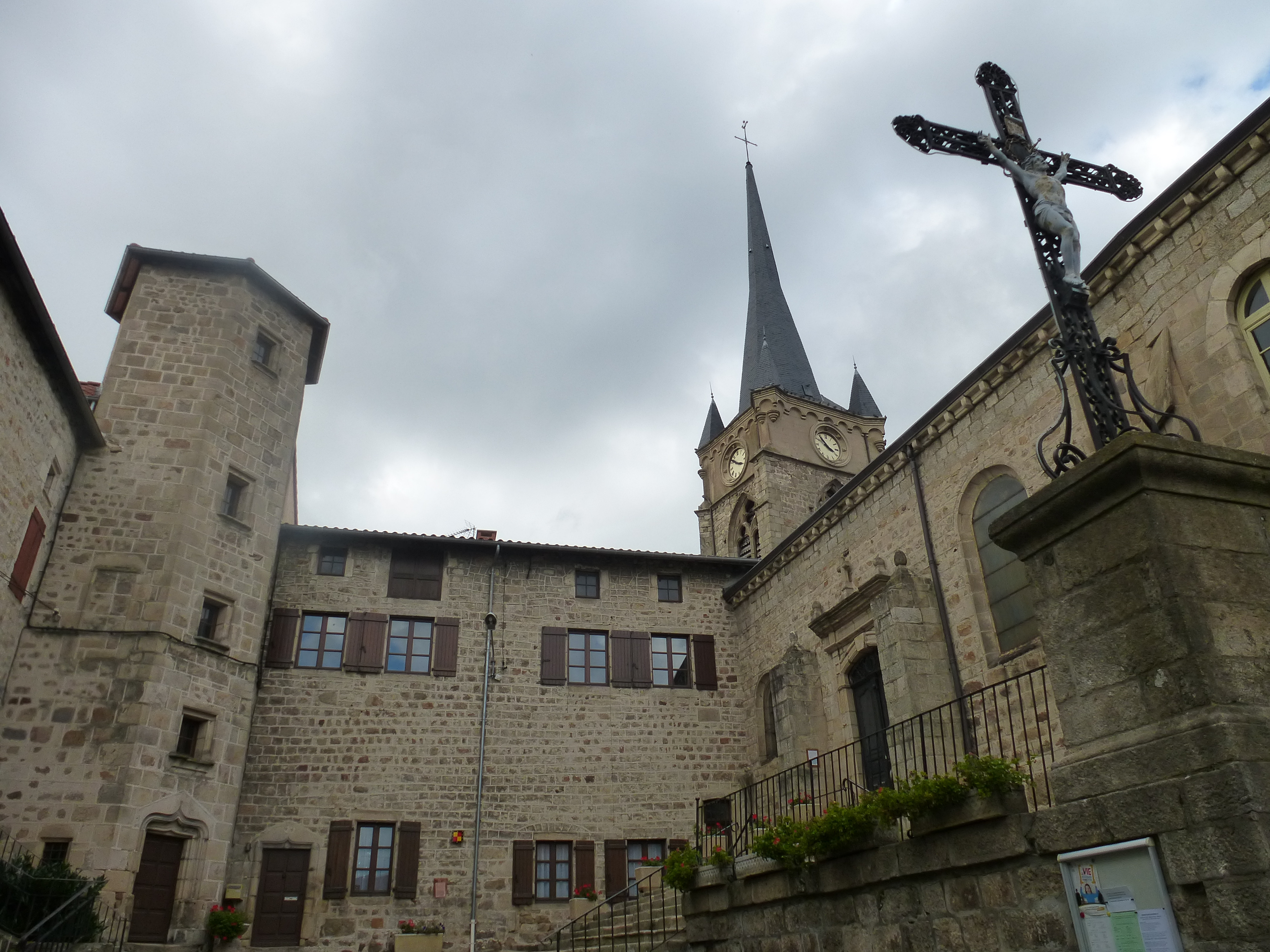
Kirche Saint-Paul